# Jhang
Jhang (Urdu: جھنگ; Sanskriet: Jāṅgala) is een stad in de provincie Punjab in Pakistan. Het is de dertiende stad van de provincie Punjab en de achttiende stad van het land met in 2017 ongeveer 414.000 inwoners. De stad ligt ten oosten van de rivier Chenab, ongeveer in het geografische midden van het land. 

## Bevolking
De stad Jhang telde in maart 2017 414.309 inwoners, wat ongeveer 15% van de bevolking van het district Jhang was. Hiermee is Jhang de grootste nederzetting in het district Jhang en de dertiende stad van de provincie Punjab. De stad kent een snelle bevolkingsgroei: in 1996 woonden er nog 293.366 personen binnen de administratieve grenzen van de stad, terwijl er in 1981 en 1972 respectievelijk 195.558 en 131.843 inwoners werden geregistreerd door het Pakistaans Statistiekenbureau.

## Geboren
- Abdus Salam (1926-1996), natuurkundige